# Меко казано
„Меко казано“ е български игрален филм (семеен, фентъзи, мюзикъл) от 1983 година на режисьора Васил Апостолов, по сценарий на Валери Петров. Оператор е Красимир Костов. Музиката във филма е композирана от Георги Генков.

## Актьорски състав
- Анастасия Луканова – Светльо
- Иван Гаврилов – Кучето
- Теменужка Богданова – Кучето II
- Добрина Бунарджиева – Калви
- Вера Калинкова – Калви II
- Добрина Василева – Коки
- Антон Майноловски – Коки I
- Иван Кайраков – Коки II
- Маргарита Апостолова – Картис
- Янко Гаделев – Картис I
- Росица Андонова – Мишката
- Димо Данев – Мишката I
- Николай Бинев
- Меглена Караламбова